# Mourvilles-Hautes
Mourvilles-Hautes – miejscowość i gmina we Francji, w regionie Oksytania, w departamencie Górna Garonna.
Według danych na rok 1990 gminę zamieszkiwały 134 osoby, a gęstość zaludnienia wynosiła 20 osób/km² (wśród 3020 gmin regionu Midi-Pireneje Mourvilles-Hautes plasuje się na 929. miejscu pod względem liczby ludności, natomiast pod względem powierzchni na miejscu 1351.).